# Never Leave You (Uh Oooh, Uh Oooh)
Never Leave You (Uh Oooh, Uh Oooh) is een nummer van de Amerikaanse zangeres Lumidee uit 2003. Het is de eerste single van haar debuutalbum Almost Famous.
Het nummer werd een grote hit in de Verenigde Staten en Europa. In de Amerikaanse Billboard Hot 100 haalde het de 3e positie. In zowel de Nederlandse Top 40 als de Vlaamse Ultratop 50 haalde het de nummer 1-positie.